# 1950年の西鉄クリッパース
1950年の西鉄クリッパース（1950ねんのにしてつクリッパース）では、1950年の西鉄クリッパースの動向をまとめる。
この年の西鉄クリッパースは、チーム創立1年目のシーズンであり、宮崎要監督が1年だけ指揮を執ったシーズンである。

## 概要
前年に正力松太郎コミッショナー（巨人オーナー）によるリーグ拡張構想が明るみに出ると、プロ野球参入を画策していた企業による加盟申請が相次ぎ、プロ野球再編問題へと発展した。戦前に一時的に球団（西鉄軍）を所有していた西日本鉄道はこの機にプロ野球参入を図り、「西鉄クリッパース」を結成。パシフィック・リーグに加盟した。チームは新加盟の近鉄、新球団に戦力を大量に引き抜かれた東急とともに苦戦し、シーズンを5位で終えた。そしてシーズンオフに、西日本パイレーツと合併し西鉄ライオンズとなり、この名称のチームは1年のみとなった。チームは1949年まで巨人の監督を務め、水原茂にその座を譲って総監督となった三原脩を新監督に招き、ここから西鉄ライオンズの歴史がはじまることになる。
なおクリッパース結成と同時に「西鉄野球団歌」（作詞・サトウハチロー、作曲・古賀政男）が制定されたが、西日本パイレーツとの合併・改称によりこのシーズン限りで廃止されている。

## チーム成績

### レギュラーシーズン
| 1 | 二 | 宮崎要     |
| 2 | 三 | 鬼頭政一   |
| 3 | 左 | 木暮力三   |
| 4 | 捕 | 楠安夫     |
| 5 | 右 | 深見安博   |
| 6 | 中 | 笠石徳五郎 |
| 7 | 一 | 上野義秋   |
| 8 | 遊 | 長谷川善三 |
| 9 | 投 | 木下勇     |

| 順位 | 3月終了時 | 3月終了時 | 4月終了時 | 4月終了時 | 5月終了時 | 5月終了時 | 7月終了時 | 7月終了時 | 8月終了時 | 8月終了時 | 9月終了時 | 9月終了時 | 10月終了時 | 10月終了時 | 最終成績 | 最終成績 |
| ---- | --------- | --------- | --------- | --------- | --------- | --------- | --------- | --------- | --------- | --------- | --------- | --------- | ---------- | ---------- | -------- | -------- |
| 1位  | 毎日      | --        | 毎日      | --        | 毎日      | --        | 毎日      | --        | 毎日      | --        | 毎日      | --        | 毎日       | --         | 毎日     | --       |
| 2位  | 南海      | 0.5       | 南海      | 2.0       | 南海      | 5.0       | 南海      | 9.5       | 南海      | 12.0      | 南海      | 13.0      | 南海       | 15.0       | 南海     | 15.0     |
| 3位  | 東急      | 2.5       | 大映      | 5.5       | 大映      | 13.5      | 大映      | 18.0      | 大映      | 18.5      | 大映      | 14.5      | 大映       | 17.5       | 大映     | 19.5     |
| 4位  | 近鉄      | 3.0       | 東急      | 7.5       | 東急      | 16.0      | 阪急      | 20.5      | 東急      | 21.0      | 東急      | 22.0      | 阪急       | 25.5       | 阪急     | 28.5     |
| 5位  | 西鉄      | 3.0       | 西鉄      | 7.5       | 西鉄      | 17.5      | 東急      | 21.0      | 西鉄      | 23.0      | 西鉄      | 26.5      | 東急       | 28.0       | 西鉄     | 31.5     |
| 6位  | 大映      | 3.5       | 近鉄      | 8.0       | 近鉄      | 17.5      | 近鉄      | 23.0      | 阪急      | 23.0      | 阪急      | 27.0      | 西鉄       | 29.5       | 東急     | 32.5     |
| 7位  | 阪急      | 5.0       | 阪急      | 11.5      | 阪急      | 18.0      | 西鉄      | 23.5      | 近鉄      | 28.5      | 近鉄      | 30.0      | 近鉄       | 35.0       | 近鉄     | 37.5     |

| 順位 | 球団             | 勝 | 敗 | 分 | 勝率 | 差   |
| 1位  | 毎日オリオンズ   | 81 | 34 | 5  | .704 | 優勝 |
| 2位  | 南海ホークス     | 66 | 49 | 5  | .574 | 15.0 |
| 3位  | 大映スターズ     | 62 | 54 | 4  | .534 | 19.5 |
| 4位  | 阪急ブレーブス   | 54 | 64 | 2  | .458 | 28.5 |
| 5位  | 西鉄クリッパース | 51 | 67 | 2  | .432 | 31.5 |
| 6位  | 東急フライヤーズ | 51 | 69 | 0  | .425 | 32.5 |
| 7位  | 近鉄パールス     | 44 | 72 | 4  | .379 | 37.5 |

## 個人成績

### 主な投手成績
※色付きは規定投球回数（135イニング）以上の選手
| 選 手    | 登 板 | 完 投 | 完 封 | 勝 利 | 敗 戦 | セ ｜ ブ | ホ ｜ ル ド | 勝 率 | 投 球 回 | 被 安 打 | 被 本 塁 打 | 与 四 球 | 奪 三 振 | 失 点 | 自 責 点 | 防 御 率 |
| -------- | ----- | ----- | ----- | ----- | ----- | -------- | ----------- | ----- | -------- | -------- | ----------- | -------- | -------- | ----- | -------- | -------- |
| 川崎徳次 | 40    | 16    | 1     | 12    | 15    |          |             | .444  | 231.0    | 206      | 25          | 74       | 115      | 116   | 88       | 3.43     |

### 主な打撃成績
- 色付きは規定打席（打数300）以上の選手
- 太字はリーグ最高

| [[]]\| |

## できごと

### 3月
- 3月16日 - 西鉄対東急戦（大須球場）は21対14で西鉄が勝利し（球団初勝利）、1試合両チーム計35得点のNPB新記録[2]。なお大須球場では、この後毎日対阪急戦が行われたが、13対9で阪急が勝利。第1試合計35得点、第2試合計22得点の合計57得点は、一日に一球場で上げた合計得点では最多記録。

### 4月
- 4月30日 - 川崎徳次が対阪急戦でNPB史上14人目の通算1500投球回[3]

### 8月
- 8月7日 - 毎日の北川桂太郎と西鉄の今久留主淳、小田野柏による1対2の交換トレードが成立[4]
- 8月18日 - 川崎徳次が対東急戦でNPB史上11人目の通算100勝[3]
- 8月22日 - 木下勇が対阪急戦でNPB史上35人目の通算1000投球回[3]
- 8月26日 -  川崎徳次が対大映戦で1対1の同点で迎えた9回2死三塁で、本盗を決めてサヨナラ勝利。NPB史上6人目で2リーグ制以降では初[5]

## 入団・退団

### シーズン開幕後
本節では、本シーズン開幕から本シーズン終了までの入退団について記述する。
|        | 選手名     | 前所属         | 備考                 |
| 内野手 | 内野手     | 内野手         | 内野手               |
| ------ | ---------- | -------------- | -------------------- |
| 16     | 今久留主淳 | 毎日オリオンズ | 北川桂太郎とトレード |
| 外野手 |            |                |                      |
| 2      | 小田野柏   | 毎日オリオンズ | 北川桂太郎とトレード |

| 選手名     | 去就                                       |
| 投手       | 投手                                       |
| ---------- | ------------------------------------------ |
| 北川桂太郎 | 今久留主淳・小田野柏とトレードで毎日に移籍 |

## 表彰選手
| リーグ・リーダー |
| ---------------- |
| 受賞者なし       |

| 選出なし |